# Pinningen
Pinningen (bis 2007 Neualtheim) ist ein Stadtteil von Blieskastel im Saarpfalz-Kreis (Saarland). Bis Ende 1973 war Neualtheim eine eigenständige Gemeinde im Landkreis Homburg.

## Geographie
Pinningen liegt zwischen Altheim und Seyweiler, rund 8 km südöstlich von Blieskastel in einer hügeligen Landschaft am Pinninger Berg auf 295 m ü. NHN.

## Geschichte
Pinningen ist der jüngste Ort im Bliesgau. 1478 wurde der Pinninger Hof als Gut des Klosters Hornbach genannt. Die Gemarkung gehörte zu Zweibrücken-Bitsch und in deren Nachfolge zu Lothringen. 1699 siedelten Bewohner von Seyweiler an diesen Platz um und begründeten den Ort, der zunächst Pinningen genannt wurde. Erst 1726 wurde die Bezeichnung amtlich in Neualtheim geändert, was aber nichts daran änderte, dass im Bliesgau immer der Name Pinningen mundartlich gebräuchlich war. 1781 kam Neualtheim zum Haus von der Leyen. Fortan teilte es die Geschicke Blieskastels.
Im Rahmen der saarländischen Gebiets- und Verwaltungsreform wurde die bis dahin eigenständige Gemeinde Neualtheim am 1. Januar 1974 der Stadt Blieskastel als Stadtteil zugeordnet.
Im August 2006 betrieb der Ortsbeirat eine Rückbenennung in den alten Ortsnamen Pinningen, was sowohl von der Mehrheit der Einwohner als auch von der Stadt Blieskastel unterstützt wurde. Am 1. Juli 2007 wurde Neualtheim offiziell wieder in Pinningen umbenannt.

## Politik
Ergebnis der Bundestagswahl vom 24. September 2017.
- CDU: 40,1 %
- SPD: 27,0 %
- DIE LINKE: 7,2 %
- GRÜNE: 7,2 %
- AFD: 12,5 %
- FDP: 3,3 %
- ANDERE: 2,7 %

Die Wahlbeteiligung lag bei 79,5 %

### Ortsvorsteher
- Ortsvorsteher von Pinningen ist Werner Schmitt.[6]